# Ławica Odrzańska
Ławica Odrzańska (także Ławica Odrzana, niem. Oderbank) – ławica w północnej części Zatoki Pomorskiej na Morzu Bałtyckim.  
Ku południu wznosi się w kształcie wąskiego języka. Jej dno tworzy biały piasek, gruby żwirek i spore głazy – jest to idealne środowisko do rozwoju mięczaków i makroalg. Akwen ten jest również siedliskiem śledzia. Południowa krawędź Ławicy Odrzanej  jest oddalona o około 12,5 mil morskich na północny wschód od wejścia do portu Świnoujście. Długość ławicy wynosi ok. 16 mil.
Najmniejsza głębokość wód Ławicy Odrzańskiej wynosi 6 m.
W 1949 roku wprowadzono urzędowo rozporządzeniem polską nazwę Odrzana Ławica. W 2006 roku Komisja Nazw Miejscowości i Obiektów Fizjograficznych przedstawiła nazwę Odrzańska Ławica. W 2008 roku Komisja Standaryzacji Nazw Geograficznych poza Granicami Rzeczypospolitej Polskiej zatwierdziła dwie nazwy Ławica Odrzańska i Ławica Odrzana, stawiając wyraz Ławica na pierwszym miejscu w obu.